# De Roode Eenhoorn

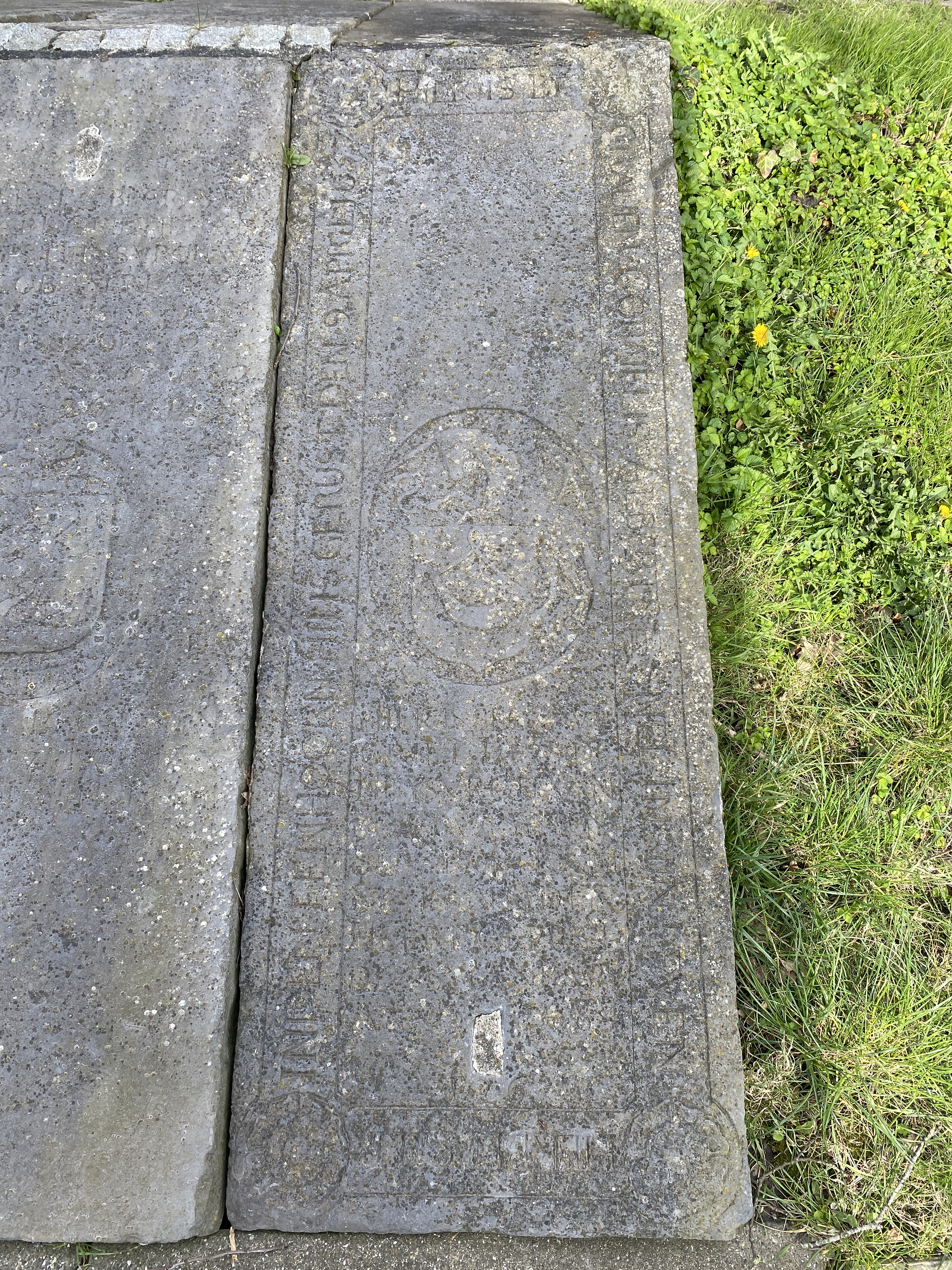
Grafsteen van voormalige eigenaar Cornelis Alberts.

De Roode Eenhoorn is een voormalig café aan de Dorpsstraat 173 te Nieuwe Niedorp. Tussen 2011 en 2012 is het pand omgebouwd tot een woonzorghuis voor bewoners met lichamelijke of licht-verstandelijke beperking. Sinds 29 juni 2021 staat het voorhuis ingeschreven als gemeentelijk monument in Hollands Kroon.

## Geschiedenis van het café
De oudste vermelding van het café stamt uit 1530, als ‘rustplaats voor man en paard’. In 1599 wordt Aerien Mannes genoemd als ‘waerdt int Wapen van Hoorn’. Hij was de eerste kwart van de 17e eeuw uitbater van de herberg. Zijn weduwe hertrouwde met de daaropvolgende herbergier Cornelis Albertsz. Snel. Tevens blijkt uit een akte van 13 januari 1619, opgesteld door notaris J.C. van der Geest, dat het café oorspronkelijk de naam ‘Het Wapen van Hoorn’ gedragen hebben. Op de grafsteen van Cornelis Albertsz. Snel, tentoongesteld bij de naastgelegen kerktoren, zijn het uithangteken, de naam 'Den Eenhoorn' en het stadswapen van Hoorn afgebeeld. Uit een protocol van de notaris L. van der Beets van 27 juli 1718, wordt de herberg genoemd onder de naam ‘De Eenhoorn’.
Op 20 maart 1795 wordt voor het eerst de huidige naam ‘De Roode Eenhoorn’ vermeld. Na de aanstelling van de burgers Cornelis Wonder en Dirk van der Stok tot schepenen werd er een maaltijd genuttigd in het dorpscafé door het dorpsbestuur en -comité. De nota voor de onkosten bericht het volgende: “Het bestuur en Comité begaven zich daarna naar kastelein Jan de Groot van het café ‘De Roode Eenhoorn’ om aldaar de maaltijd te gebruiken”.

## Project Idee.Lot en stichting ZorgSaam
In 2010 werd op initiatief van project 'Idee.Lot’ het plan om De Roode Eenhoorn te restaureren, en daarbij zorgappartementen te bouwen, gepresenteerd in het dorpshuis van Nieuwe Niedorp. In december 2011 startte de verbouwing van het café en de bouw van acht zorgstudio’s. Een jaar later in december 2012 werd het project opgeleverd. Het zorgdeel van De Roode Eenhoorn is ondergebracht onder Stichting ZorgSaam.

## Galerij

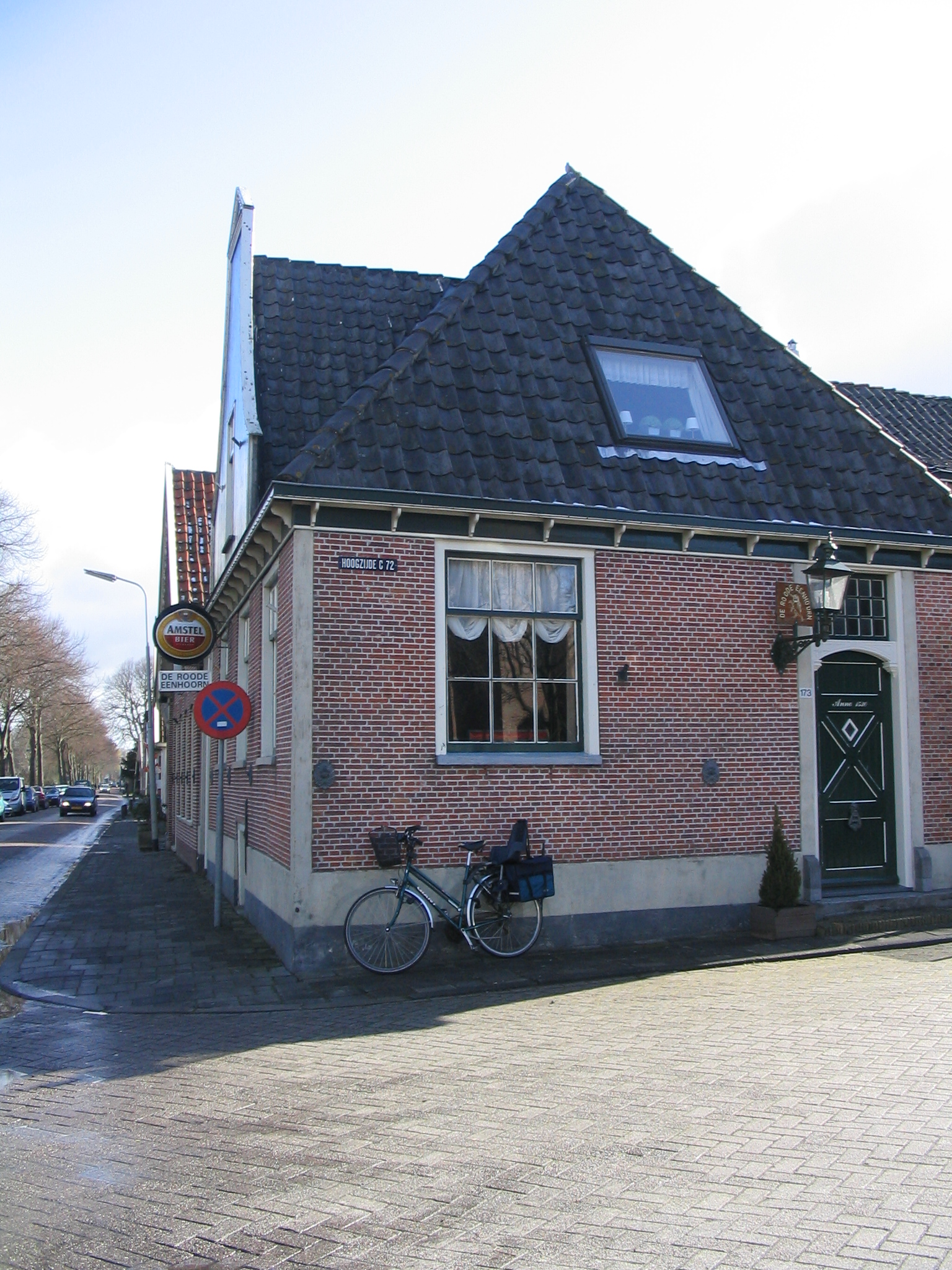
Opname uit 2005, voor de verbouwing. Op de zijdeur staat ‘anno 1530’ geschilderd.
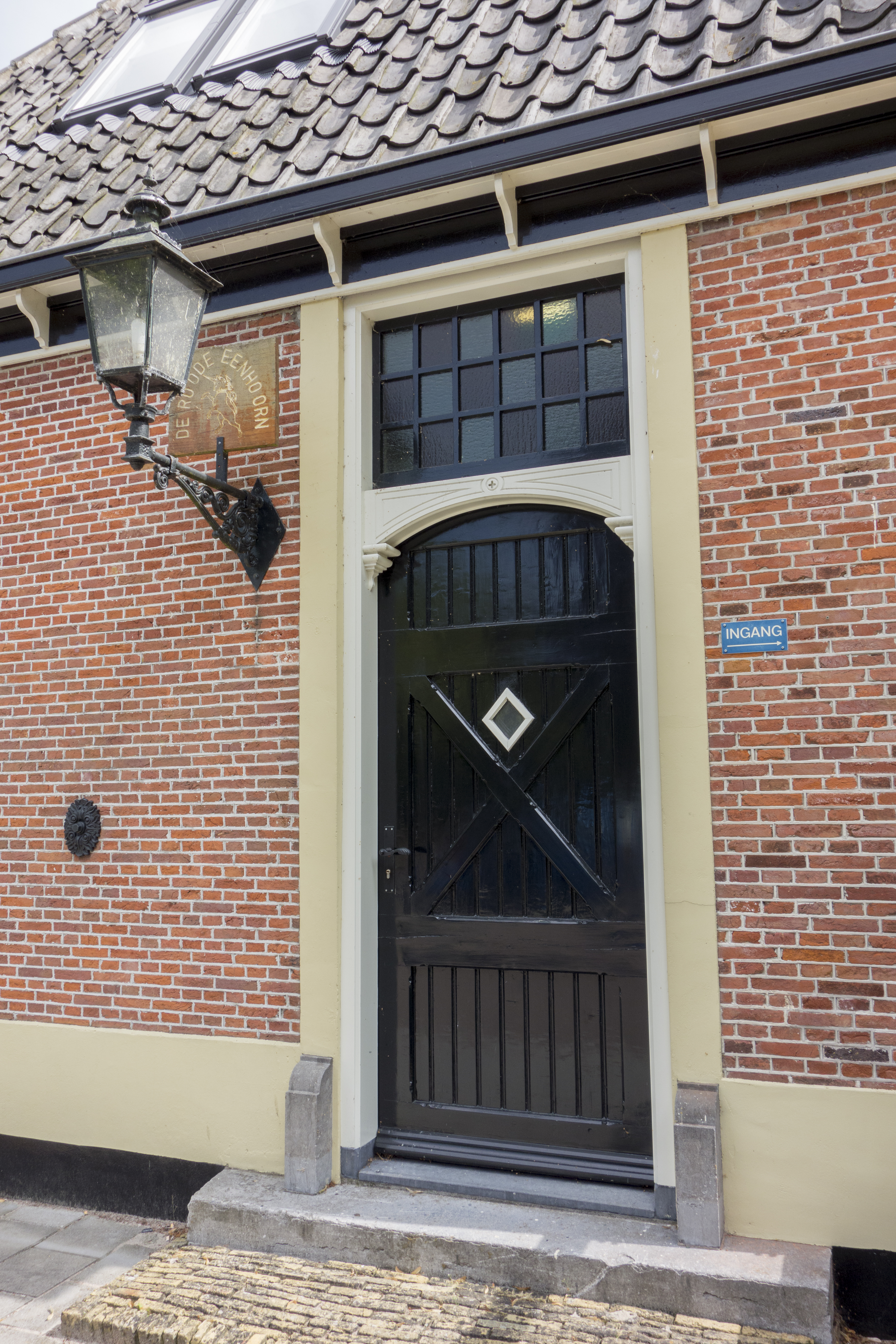
Zij-ingang van de gelagkamer na de verbouwing.